# Farmsener TV
Der Farmsener TV (offiziell: Farmsener Turnverein von 1926 e.V.) ist ein Sportverein aus dem Hamburger Stadtteil Farmsen. Die erste Fußballmannschaft der Frauen nahm zweimal an der Endrunde um die deutsche Meisterschaft teil.

## Geschichte
Der Verein wurde im Jahre 1926 gegründet. Neben Fußball bietet der Verein Badminton, Eishockey, Handball, Leichtathletik, Rückenschule, Schwimmen, Skat, Skisport, Steeldart, Tanzen, Tennis, Tischtennis, Triathlon TriKids, Turnen und Fitness an. Am 13. Juli 1956 spalteten sich unzufriedene Mitglieder als SC Condor Hamburg ab.

### Fußball
Die Frauenmannschaft qualifizierte sich 1977 als Hamburger Meister erstmals für die Endrunde um die deutsche Meisterschaft. Trotz eines 2:1-Hinspielsieges beim TuS Niederkirchen verpasste die Mannschaft nach einer 2:3-Niederlage im Rückspiel auf eigenem Platz aufgrund der Auswärtstorregel den Einzug ins Viertelfinale. Ein Jahr später setzten sich die FTV-Frauen in Runde eins gegen den SV Schlierstadt durch und scheiterten dann im Viertelfinale knapp am KBC Duisburg. Nachdem der Verein zeitweilig keine Frauenmannschaft stellte spielt seit 2014 ein Team in der Kleinfeldliga.
Die B-Juniorinnen des Farmsener TV wurden im Jahre 2013 Hamburger Meister und spielten um den Aufstieg in die B-Juniorinnen-Bundesliga. In der Aufstiegsrunde scheiterte die Mannschaft an der TSG Ahlten.
Die Männer schafften im Jahre 1960 den Aufstieg in die seinerzeit Verbandsliga genannte zweithöchste Hamburger Spielklasse, mussten aber nach einem Jahr wieder absteigen. 1964 gelang der Wiederaufstieg, ehe es im Jahre 1970 wieder eine Klasse nach unten ging. Im Jahre 2011 folgte der Abstieg in die unterste Spielklasse, der Kreisklasse. Seit dem direkten Wiederaufstieg spielen die Farmsener in der Kreisliga, aus der die Mannschaft 2017 wieder absteigen musste.

### Eishockey
Im Jahre 1990 musste der 1. EHC Hamburg Konkurs anmelden und wurde aufgelöst. Als Nachfolger wurde im Farmsener TV die FTV Crocodiles gegründet. Diese wurde zwischenzeitlich als Crocodiles Hamburg ausgegliedert und schaffte den Aufstieg in die 2. Bundesliga. Im Jahre 2001 musste der Spielbetrieb eingestellt werden und die Abteilung kehrte in den FTV zurück. Seit 2010 spielt die Mannschaft in der drittklassigen Oberliga Nord.

### Handball
Die Handballabteilung bildet mit der Handballabteilung des Oberalster VfW die Spielgemeinschaft HSG Oberalster/Farmsen. Die erste Männermannschaft spielt in der Kreisliga.

### Tischtennis
Die Tischtennisabteilung bildet mit der Bramfelder Tischtennis-Vereinigung von 1929 (BTTV) seit 2002 die Spielgemeinschaft Farmsen-Bramfeld. Die erste der derzeit vier Herren-Mannschaften spielt in der 2. Kreisliga.

## Persönlichkeiten
- Walter Laubinger
- Yvonne Li
- Denise Soesilo